# Wysychy
Wysychy (prononciation : [vɨˈsɨxɨ]) est un village polonais de la gmina de Zabrodzie dans le powiat de Wyszków de la voïvodie de Mazovie dans le centre-est de la Pologne.
Il se situe à environ 13 kilomètres au sud de Wyszków (siège du powiat) et à 41 kilomètres au nord-est de Varsovie (capitale de la Pologne).

## Histoire
De 1975 à 1998, le village faisait partie du territoire de la voïvodie d'Ostrołęka.

Depuis 1999, Wysychy est situé dans la voïvodie de Mazovie.